# غيمتش (غوهران)
غیمتش (بالفارسية: گیمچ) هي قرية تقع في إيران في Gowharan Rural District. يقدر عدد سكانها بـ 127 نسمة بحسب إحصاء 2016.